# Tip O'Neill (político)
Thomas Phillip "Tip" O'Neill Jr. (Cambridge, 9 de dezembro de 1912 – Boston, 5 de janeiro de 1994) foi um político estado-unidense do Partido Democrata que trabalhou como o 47º Presidente da Câmara dos Representantes dos Estados Unidos de 1977 até 1987, foi membro do Congresso dos Estados Unidos pelo estado de Massachusetts, de 1953 até 1987. O único presidente a servir por cinco legislaturas seguidas, ele é o terceiro presidente que atuou no cargo por mais tempo na história dos Estados Unidos, superado por Sam Rayburn e Henry Clay em relação ao período completo, e o que atuou por mais tempo continuamente (Rayburn e Clay atuaram em mandatos separados).
Nascido no norte de Cambridge, O'Neill iniciou sua atuação política na sua juventude, sendo um voluntário na campanha presidencial de Al Smith nas eleições de 1928. Após se formar na Boston College, O'Neill venceu a eleição para a Câmara dos Representantes de Massachusetts, onde ele se tornou um forte defensor das políticas do New Deal de Franklin D. Roosevelt. Ele se tornou o presidente da Câmara de Massachusetts em 1949 e venceu a eleição para a Câmara dos Representantes dos Estados Unidos em 1952 para ocupar o assento vago de John F. Kennedy.
Na câmara, O'Neill se tornou o protegido do também representante de Massachusetts John William McCormack. O'Neill rompeu com o presidente Lyndon B. Johnson devido a Guerra do Vietnã em 1967 e articulou o impeachment de Richard Nixon durante o Escândalo de Watergate. Ele rapidamente se tornou um dos líderes da casa na década de 1970, se tornando o chief whip da maioria em 1971, o líder da maioria em 1973, e o presidente da câmara em 1977. Com a eleição do Presidente Jimmy Carter, O'Neill esperava criar um sistema de saúde universal e um plano de garantia de empregos. Entretanto, as relações entre Carter e o congresso colapsaram e os democratas perderam o governo na eleição presidencial de 1980. O'Neill se tornou um forte oponente da política interna conservadora do presidente republicano Ronald Reagan. O'Neill e Reagan possuíam ideias em comum na política externa, como o favorecimento ao Acordo Anglo-irlandês de 1985 e à implementação da Doutrina Reagan na Guerra do Afeganistão.
O'Neill se aposentou do Congresso em 1987, porém se manteve ativo na vida pública. Ele publicou uma autobiografia e apareceu em muitos comerciais e na mídia. Ele faleceu de parada cardíaca em 1994.